# Pier Gonella

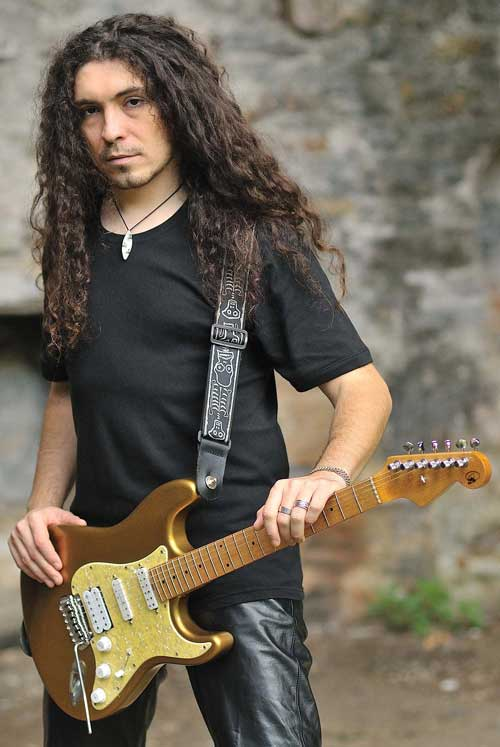
Pier Gonella, 2010

Pier Gonella (* 26. März 1977 in Chiavari) ist ein Metal- und Hard-Rock-Gitarrist. Er ist momentan Gitarrist von den Metal-Bands Necrodeath, Mastercastle, Vanexa.

## Leben
Pier Gonella begann im Alter von 15 Jahren dank seiner Leidenschaft für Bands wie Scorpions und Deep Purple Gitarre zu spielen. Er  wurde von diversen Musikern beeinflusst, zum Beispiel Yngwie Malmsteen, Joe Satriani, Vinnie Moore, Joey Tafolla.
Er studierte Musiktheorie und im Juni 1998 erhielt er das Diplom "Teoria und Solfeggio" am Konservatorium der Musik "Nicolo" Paganini" in Genua.

## Karriere

### Labyrinth
Zwischen 1987 und 1997 arbeitete er mit Metal-Gruppe Labyrinth. Mit ihnen spielte er in vielen italienischen und europäischen Festivals (wie Gods Of Metal, Metalway), und im Jahr 2005 machte er eine Tournee in Japan, China und Taiwan.
2005 veröffentlichte er das Album Freeman, und 2005 das Album 6 days to nowhere. Im selben Jahr machte er eine neue Tournee in Japan. Die Zusammenarbeit endete im Juli 2008.

### Necrodeath
2006 schloss er sich der Band Necrodeath an. Mit ihnen machte er eine Tournee in Europa (20 Konzerte) zusammen mit Black-Metal-Band Marduk.
2005  veröffentlichte er das Album Draculea, 2007 das Album Phylogenesis,
und 2007 das Album Old Skull.

### Mastercastle
2008 stieß die Sängerin Giorgia Gueglio hinzu, und zusammen mit ihr gründete er die Metal-Gruppe Mastercastle. Sie schrieb viele Lieder und schickte eine Demo zum Label Lion Music, die ihnen einen Deal angeboten.
Dar erste Album erschien 2009 und trug den Titel The Phoenix. 2010 veröffentlichten sie ein neues Album mit dem Titel Last Desire. Pier Gonella spielt weiterhin mit dieser Gruppe.

### Pier Gonella Trio
Im Jahr 2019 gründete er zusammen mit dem Schlagzeuger Marco Pesenti und dem Bassisten Giulio Belzer das Trio „Pier Gonella“. Im Januar 2020 wurde ihr erstes Album mit dem Titel „Strategy“ veröffentlicht, aus dem drei Singles ausgekoppelt wurden: „Strategy“, „Liberland“ und „Rocks'n Roll“. Im April 2023 erschien ihr zweites Album „667“, aus dem die Single „Margarita“ ausgekoppelt wurde.

## Diskografie

### Mit Mastercastle
- 2009 – The Phoenix
- 2010 – Last Desire
- 2011 – Dangerous Diamonds
- 2013 – On Fire
- 2014 – Enfer (De La Bibliothèque Nationale)
- 2017 – Wine of Heaven
- 2019 – Still In The Flesh
- 2022 – Lighthouse Pathetic

### Mit Labyrinth
- 2005 – Freeman
- 2007 – 6 days to nowhere
- 2011 – As Time Goes by

### Mit Necrodeath
- 2007 – Draculea
- 2009 – Phylogenesis
- 2010 – Old Skull
- 2011 – Idiosyncrasy
- 2012 – Hellive
- 2014 – The 7 deadly sins
- 2015 – Headhunting
- 2018 – The age of Dead christ
- 2019 – Defragments of Insanity
- 2020 – Neraka
- 2023 – Singin’ in the Pain

### Beteiligung an anderen Alben
- 2001 – Athlantis: Athlantis
- 2003 – Wild Steel: Wild Steel
- 2004 – Odyssea: Tears in floods
- 2001 – Athlantis: Athlantis
- 2012 – Athlantis: M.W.N.D.
- 2012 – MusicArt Project: The Black Side of the Moon
- 2015 – Verde Lauro: Sono animali al mondo
- 2016 – Odyssea: Storm
- 2016 – MusicArt Project: Colors & Dreams
- 2017 – Athlantis: Chapter 4
- 2017 – Verde Lauro: 6 Aprile
- 2020 – Athlantis: 02022020
- 2020 – Pier Gonella: Strategy
- 2021 – Vanexa: The Last in Black
- 2023 – Pier Gonella: 667